# Фоджини, Джованни Баттиста
Джованни Баттиста Фоджини (итал. Giovanni Battista Foggini; 25 апреля 1652, Флоренция — 12 апреля 1725, Флоренция) — итальянский скульптор и архитектор периода маньеризма флорентийской школы.

## Биография
Джованни Баттиста родился в семье художников, его дядя Якопо Мария Фоджини был известным скульптором, он направил десятилетнего племянника учиться рисованию и живописи у Якопо Джорджи и Винченцо Дандини, а затем взял его в ученики в собственную мастерскую. Благодаря интересу великого герцога Тосканы Козимо III Медичи в 1673 году Джованни Баттиста отправили в Рим для поступления в только что созданную герцогом Академию Фиорентина нелль Урбе (l’Accademia Fiorentina nell’Urbe), располагавшуюся в Палаццо Мадама в Риме во главе с Чиро Ферри и Эрколе Феррата, художниками стиля барокко, которые вместе с Алессандро Альгарди были последователями великого Дж. Л. Беринини.
После своего возвращения во Флоренцию в 1676 году скульптор пользовался покровительством правящего в Тоскане семейства Медичи. В 1687 году он получил официальные должности придворного скульптора, «главного архитектора Дома Серениссимы» (Serenissima — светлейшая, сиятельнейшая — один из эпитетов Венецианской республики) и руководителя строительства «Королевской галереи и капеллы» (Real Galleria e Cappella).
Фоджини имел много учеников, среди них — Бальтазар Пермозер, Фердинандо Фуга, Филиппо делла Валле, Джованни Баратта. Его сын Пьер Франческо был историком и археологом.
Джованни Баттиста Фоджини скончался в апреле 1725 года и был похоронен в церкви Санта-Мария-дель-Кармине, в семейной усыпальнице. Его сын Винченцо изваял бюст, который до настоящего времени находится у северной стены церкви.

## Творчество
Фоджини много работал в качестве архитектора и скульптора, он создал большое количество бюстов членов семьи Медичи, работал по заказам других влиятельных граждан Тосканы. Он занимался скульптурным украшением церквей и соборов, участвовал в строительстве дворцов, вилл и капелл во многих тосканских городах. Его работой является лестница Палаццо Медичи-Риккарди во Флоренции.
Джованни Баттиста Фоджини разработал проект Флорентийского баптистерия, относящийся примерно к 1723 году, не реализованный, но частично использованный последующими мастерами.
Одно из произведений Фоджини-скульптора находится в капелле Корсини церкви Санта-Мария-дель-Кармине, в котором флорентийский художник отошёл от маньеризма школы Джамболоньи, чтобы следовать современному опыту римского барокко. Ещё одной важной работой было украшение капеллы Ферони в базилике Сантиссима Аннунциата.
Фоджини по поручению герцога Фердинандо работал в Ливорно. Для Фивизано он спроектировал «Новый приют» (Оspedale nuovo), построенный на местной площади Пьяцца дель Кампо, с двойной колоннадой, состоящей из четырнадцати арок, по подобию Оспедале дельи Инноченти во Флоренции; работа, от которой осталась только фотография, потому что она была разрушена землетрясением 1920 года.
Он выполнил множество небольших изделий из бронзы, которые сохранились лишь частично. Фоджини был одним из архитекторов, воплотивших вкусы двора Медичи XVII века, складывавшиеся под влиянием барочного искусства Рима. Флоренция в этот период снова стала выдающимся культурным и художественным центром, но, в отличие от Рима, тосканские художники сформировали собственный вариант искусства маньеризма.

## Галерея

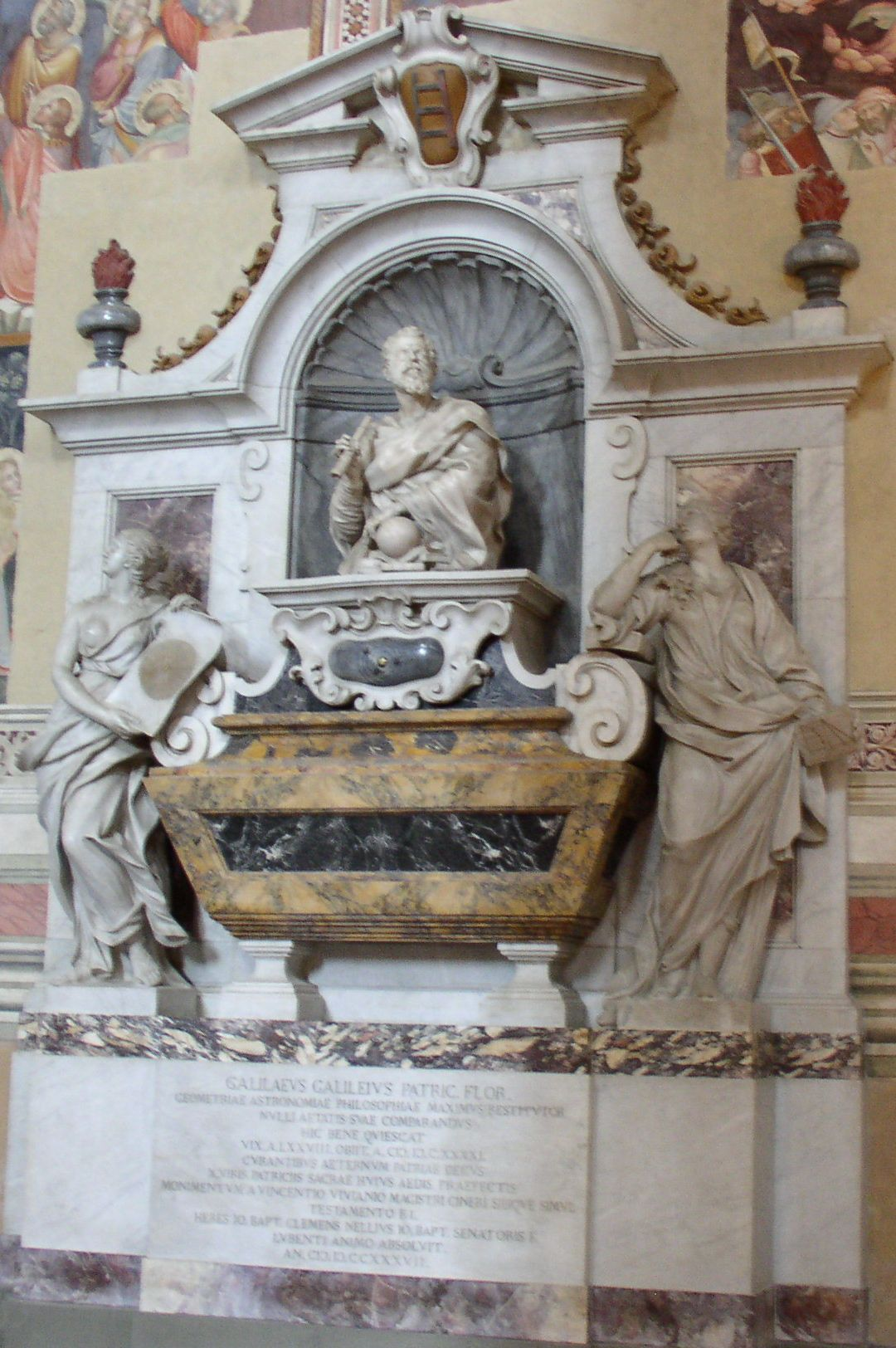
Надгробие Галилео Галилея.Установлено в 1737 г. Базилика Санта-Кроче, Флоренция
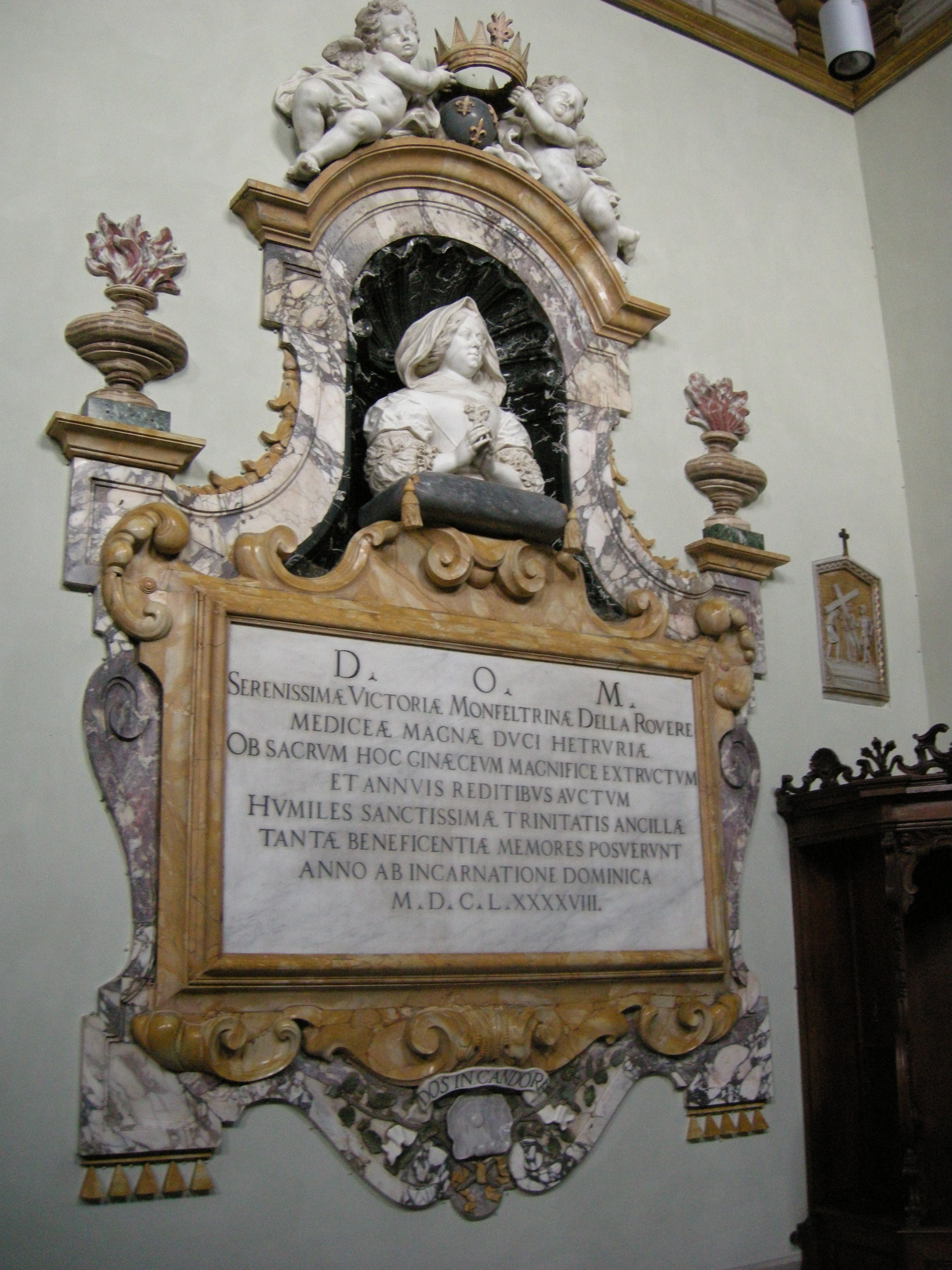
Гробница Виттории делла Ровере. 1698. Церковь сестер Монтальве, Флоренция
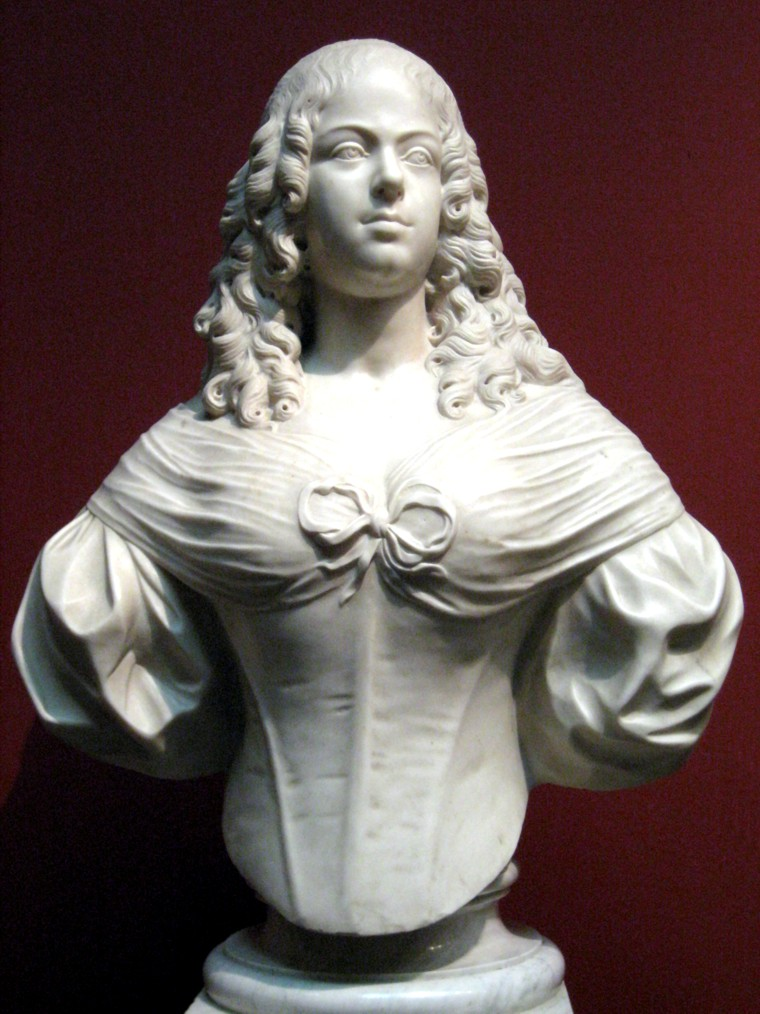
Бюст Виттории делла Ровере, 1685, Музей изобразительных искусств имени Пушкина, Москва. Ранее работа ошибочно приписывалась Бернини
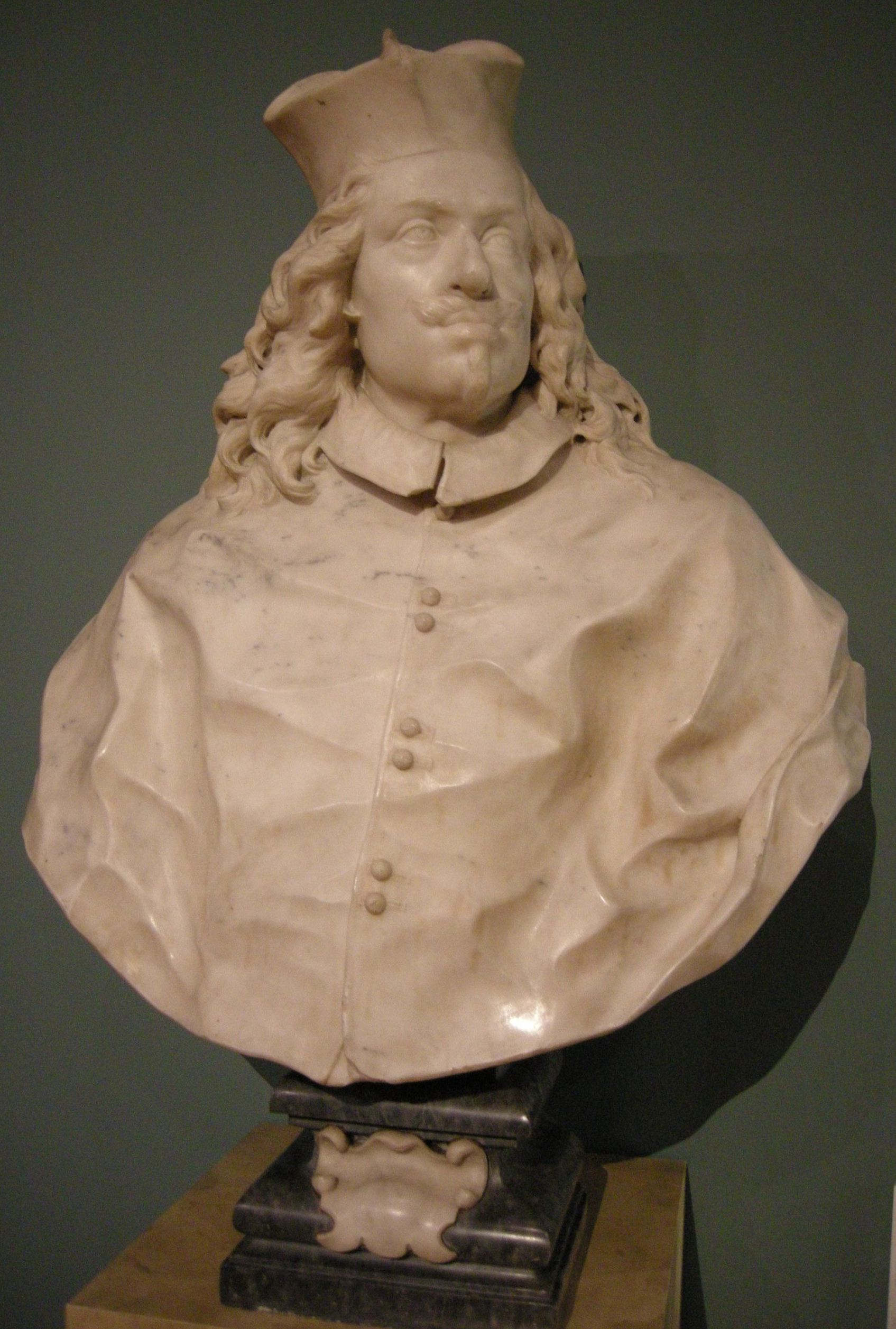
Бюст кардинала Джованни Карло  Медичи. 1683-1685 год. музей Виктории и Альберта, Лондон.
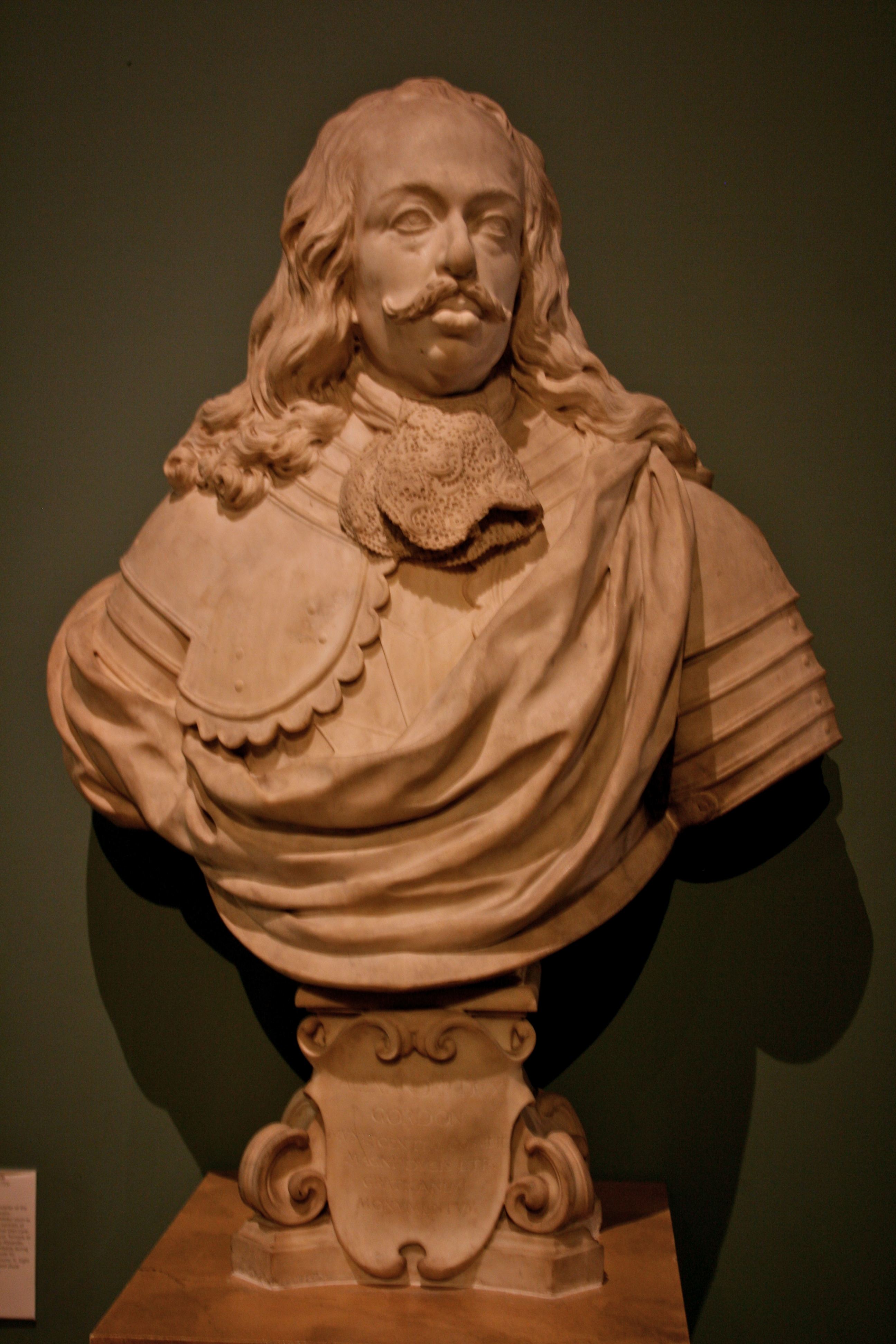
Бюст Козимо III Медичи. 1718. Палаццо делла Карована, Пиза
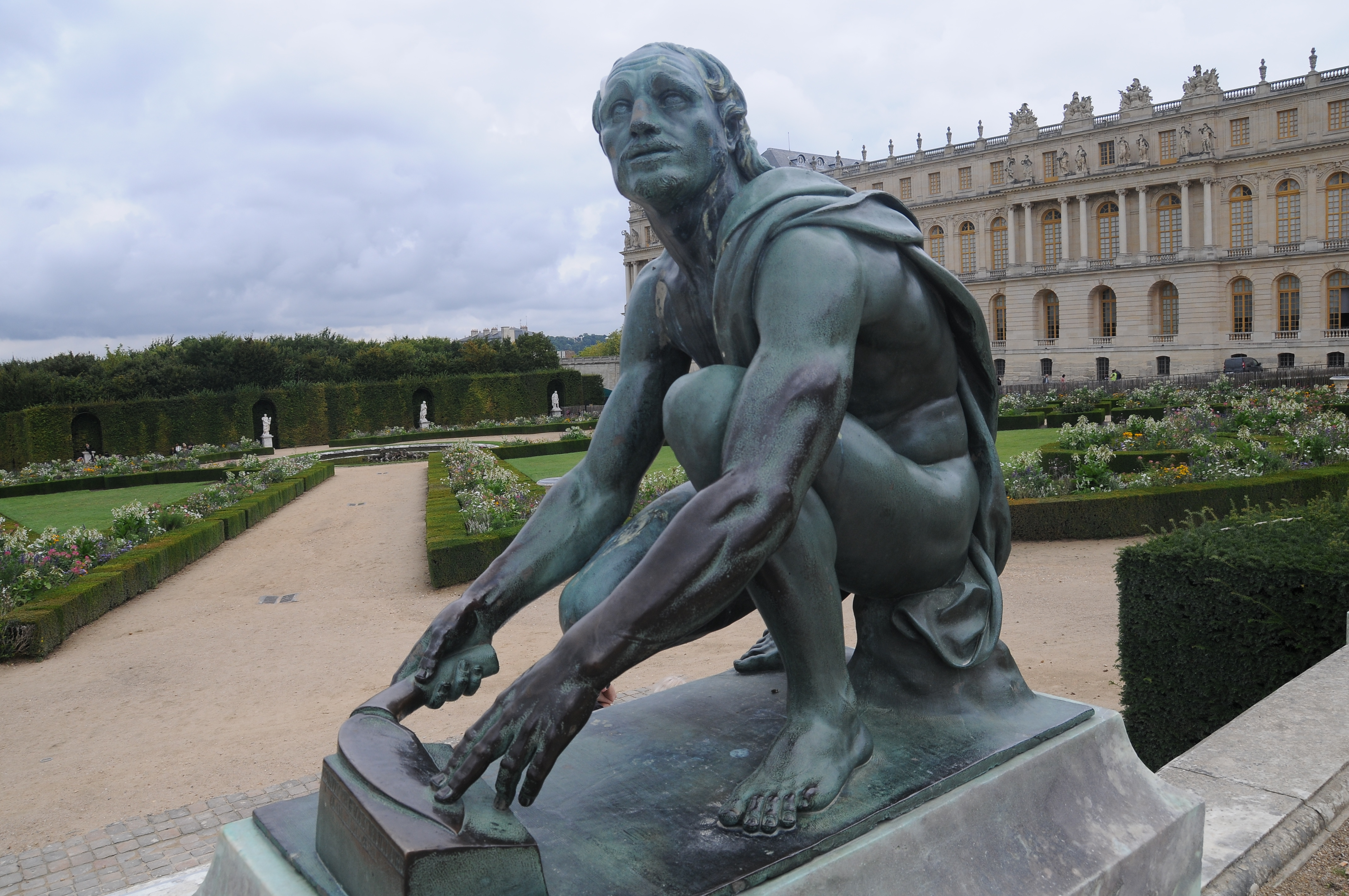
Точильщик, сады Версаля. По мраморному оригиналу Фоджини в Лувре. 1688
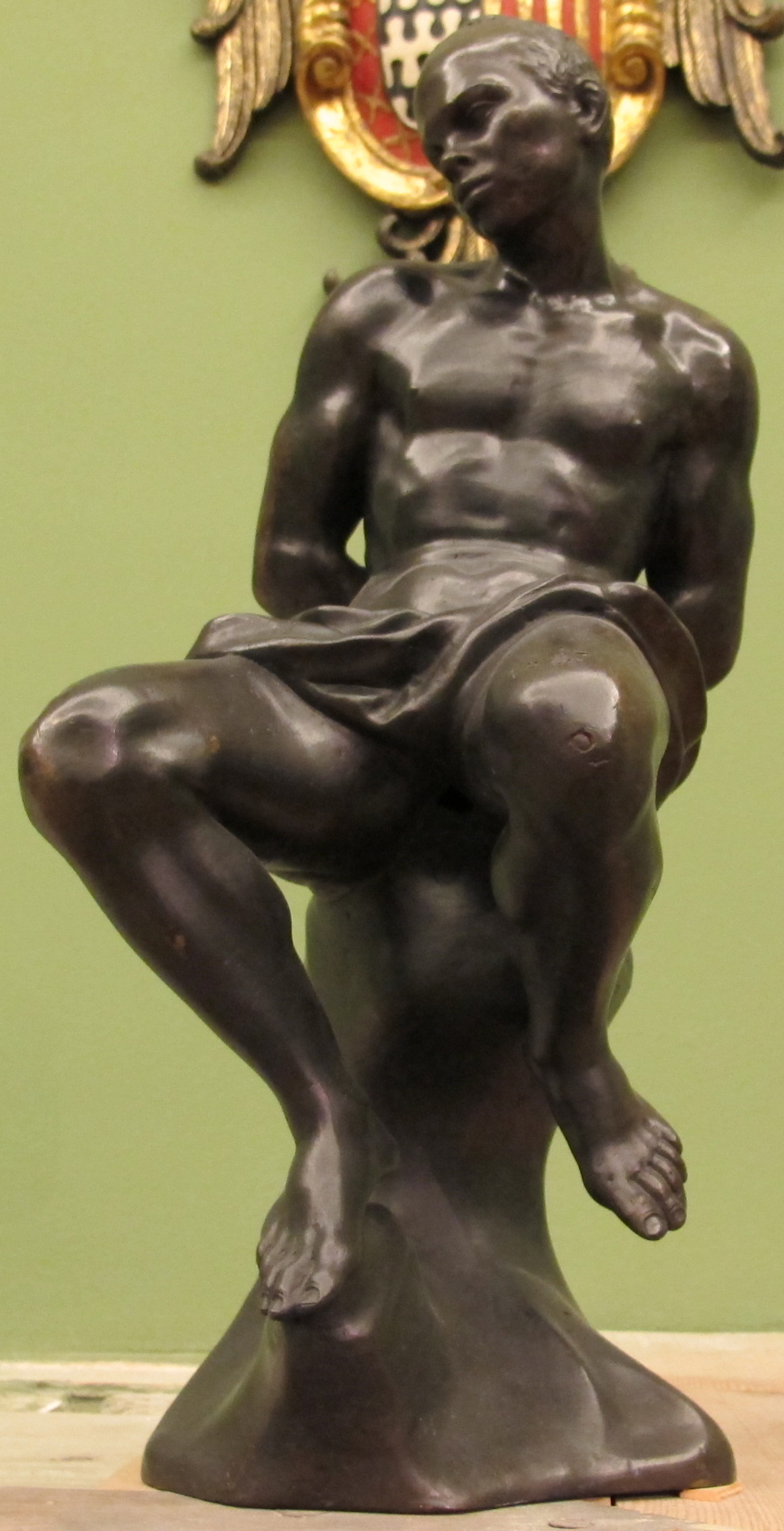
Скованный корсар
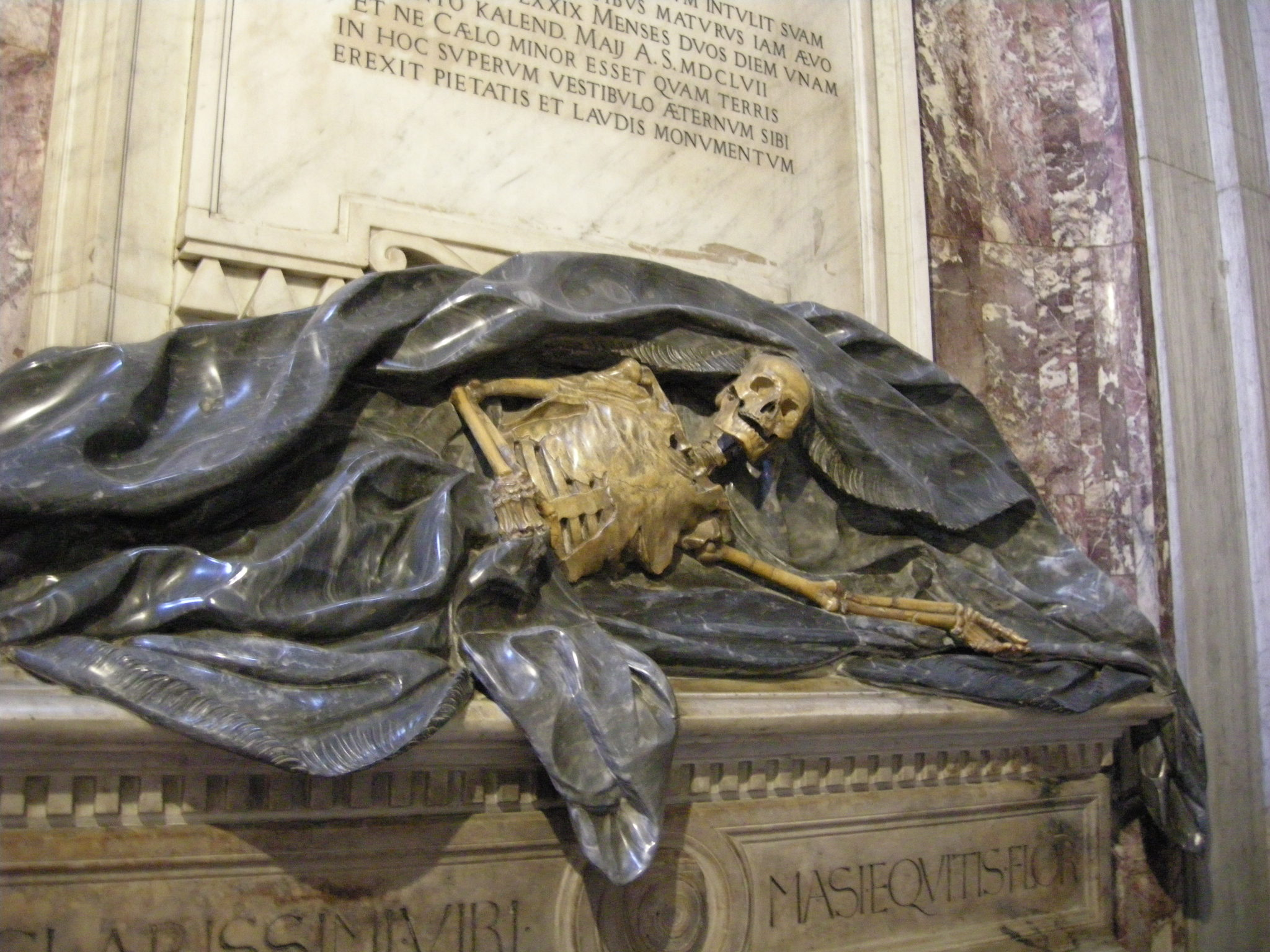
Надгробие Луки делли Альбицци в капелле Альбицци. Церковь Сан-Паолино, Флоренция